# HOXC8
La proteína Homeobox Hox-C8 es una proteína que en humanos está codificada por el gen HOXC8 .

## Función
Este gen pertenece a la familia de genes homeobox. Los genes homeobox codifican una familia de factores de transcripción altamente conservados que juegan un papel importante en la morfogénesis en todos los organismos multicelulares. Los mamíferos poseen cuatro grupo de genes homeobox similares, HOXA, HOXB, HOXC y HOXD, que se encuentran en diferentes cromosomas y constan de 9 a 11 genes dispuestos en tándem. Este gen es uno de los varios genes HOXC de homeobox ubicados en un grupo en el cromosoma 12. El producto de este gen puede desempeñar un papel en la regulación de la diferenciación del cartílago. También podría estar involucrado en condrodiasplasias u otros trastornos del cartílago. Se encontró que HOXC8 tienen actividad en la promoción del crecimiento de nervios y su expresión está desregulada en pacientes que padecen neurofibromatosis tipo 1.

## Interacciones
Se ha demostrado que HOXC8 interactúa con el SMAD6 y  el SMAD1.